# Derby 7 CV
Der Derby 7 CV ist ein Pkw-Modell der 1920er Jahre. Es stammte von der französischen Marke Derby.

## Beschreibung
Das Fahrzeug wurde von Oktober 1928 bis Oktober 1928 angeboten. Als Vorgänger kann der 8 CV mit einem Vierzylindermotor ähnlicher Größe gelten.
Besonderheit war der kleine Sechszylindermotor. Er hatte 58 mm Bohrung, 82 mm Hub und 1300 cm³ Hubraum. Damit war er damals in Frankreich steuerlich mit 7 Cheval fiscal eingestuft. Zeittypisch war es ein Reihenmotor mit Wasserkühlung, der vorn im Fahrgestell eingebaut war und die Hinterachse antrieb.
Die einzige bekannte Karosseriebauform war ein Faux Cabriolet, also ein Coupé mit festem Dach, das den Eindruck erweckte, das Dach sei zu öffnen.
Der Type K 4 folgte im Oktober 1928.